# Шеррон Девіс
Ше́ррон Де́віс  (англ. Sharron Davies, 1 листопада 1962) — британська плавчиня, олімпійська медалістка.

## Виступи на Олімпіадах
| Олімпіада      | Дисципліна                            | Місце     |
| -------------- | ------------------------------------- | --------- |
| Монреаль 1976  | плавання на 200 метрів на спині       | 5 h4 r1/2 |
| Москва 1980    | плавання на 400 метрів вільним стилем | 4 h1 r1/2 |
| Москва 1980    | естафета 4 × 100 вільним стилем       | 4         |
| Москва 1980    | 400 метрів, комплексне плавання       | 2         |
| Барселона 1992 | 200 метрів, комплексне плавання       | 21        |
| Барселона 1992 | 400 метрів, комплексне плавання       | 21        |